# Relleu
Relleu è un comune spagnolo situato nella comunità autonoma Valenciana.